# كيث روبرتس (لاعب دوري الرغبي)
كيث روبرتس (بالإنجليزية: Keith Roberts)‏ هو لاعب دوري الرغبي نيوزيلندي، ولد في 28 يناير 1932، وتوفي في 11 مارس 2015 في Ohoka ‏ في نيوزيلندا.